# Quintus Baienus Blassianus
Quintus Baienus Blassianus war ein römischer Ritter aus Tergeste (dem heutigen Triest) im 2. Jahrhundert n. Chr.
Blassianus ist aus mehreren inschriftlichen und papyrologischen Quellen bekannt: 1. sechs Basen von Ehrenstatuen aus der Forumsbasilika von Tergeste;; 2. ein Architrav von einem unbekannten Bau aus Aquileia;; 3. fragmentarisch erhaltene Marmortafel von einer Statuenbasis aus Ostia, gesetzt von der Vereinigung der Bauhandwerker (fabri tignuarii), die Baienus als ihren Patron ehrten (166/7 n. Chr.); ein ägyptischer Papyrus vom 21. Februar 168 n. Chr. sowie weitere Papyri.
Nach diesen Inschriften absolvierte Baienus Blassianus die drei für Ritter üblichen militärischen Kommandos als Präfekt der Cohors II Asturum (in Britannien), als Militärtribun der Legio VII Claudia (stationiert in Viminatium in Mösien) und als Präfekt der Ala II Gallorum (in Kappadokien). Anschließend übte er zahlreiche Ämter der ritterlichen Laufbahn aus. Er war Prokurator für den Zensus in Cappadocia und Armenia minor, Prokurator von Mauretania Tingitana, Raetia, Gallia Lugdunensis und Gallia Aquitania, unterbrochen von zwei Flottenkommandos als Präfekt der Classis Britannica (um 140 n. Chr.) und der Flotte von Ravenna (um 160). Anschließend war er vermutlich procurator a rationibus in Rom (eventuell stattdessen Präfekt der Vigiles), Präfekt der Annona und als Höhepunkt seiner Karriere Präfekt von Ägypten (praefectus Aegypti). Diese Präfektur bietet durch den auf das Jahr 168 datierten Papyrus den chronologischen Ansatzpunkt für die Datierung der Karriere, die allerdings in den Einzelheiten nur Vermutung bleiben kann. Blassianus dürfte kurz nach Beginn des 2. Jahrhunderts geboren sein und seine ersten militärischen Funktionen in hadrianischer Zeit bekleidet haben.